# Väster-Terrsjön
Väster-Terrsjön är en sjö i Sollefteå kommun i Ångermanland och ingår i Ångermanälvens huvudavrinningsområde. Sjön har en area på 0,355 kvadratkilometer och ligger 297 meter över havet. Sjön avvattnas av vattendraget Lafsan (Lövlundsån).

## Delavrinningsområde
Väster-Terrsjön ingår i det delavrinningsområde (704650-151203) som SMHI kallar för Utloppet av Väster-Terrsjön. Medelhöjden är 304 meter över havet och ytan är 1,46 kvadratkilometer. Räknas de 11 avrinningsområdena uppströms in blir den ackumulerade arean 110,25 kvadratkilometer. Lafsan (Lövlundsån) som avvattnar avrinningsområdet har biflödesordning 3, vilket innebär att vattnet flödar genom totalt 3 vattendrag innan det når havet efter 161 kilometer. Avrinningsområdet består mestadels av skog (55 procent). Avrinningsområdet har 0,36 kvadratkilometer vattenytor vilket ger det en sjöprocent på 24,2 procent.